# مائوریتس ده اسخریور
مائوریتس ده اسخریور (هلندی: Maurits De Schrijver؛ زادهٔ ۲۶ ژوئن ۱۹۵۱) بازیکن سابق و مربی فوتبال اهل بلژیک است.
از باشگاه‌هایی که در آن بازی کرده‌است می‌توان به باشگاه فوتبال لوکرن اوست والاندرن اشاره کرد.
وی همچنین در تیم ملی فوتبال بلژیک بازی کرده‌است.